# لاک لاک‌پشت
بیشتر بدن لاک‌پشت‌ها به‌وسیله یک استخوان یا صدف غضروفی حفاظت شده‌است. این استخوان یا صدف از دنده‌های آن‌ها مشتق شده‌است , لاک نامیده می‌شود.
حتی استخوان‌های کتف که در سایر مهره‌داران روی دنده‌های قفسه سینه قرار دارند، در لاک‌پشت‌ها به زیر دنده‌ها مهاجرت کرده‌اند. روی این جعبه مستحکم استخوانی را نیز فلس‌های بزرگی پوشانده‌اند. خلاف آنچه که بسیاری از مردم تصور می‌کنند، لاک در لاک‌پشت‌ها فقط پوشش محافظی برای پوشاندن بدن نیست، بلکه خود قفسه سینه است و لاک‌پشت نمی‌تواند از درون لاک خود بیرون آید.
صدف لاک‌پشت از صفحه‌های شاخی تشکیل شده‌است که استخوان را می‌پوشانند. ستون مهره‌ها، دنده‌ها و چند استخوان دیگر لاک‌پشت به سطح داخلی این لاک متصلند. همین باعث می‌شود که لاک‌پشت‌ها موجودات بسیار کندرو و سنگینی باشند.
لاک پشتی آن‌ها را اصطلاحاً پشت‌لاک carapace و لاک شکمی را زیرلاک plastron می‌گویند. در بیشتر لاک‌پشت‌ها سطح بیرونی لاک آن‌ها با فلس‌های زبر و تیزی پوشیده شده که سپرچه scute نامیده می‌شوند.
دنده‌های لاک‌پشت‌ها پهن و ضخیم شده و جعبه‌ای استخوانی را در اطراف احشاء داخلی تنه آن‌ها ایجاد کرده‌اند.

## پشت‌لاک
در بدن لاک‌پشت‌ها، لاک پشتی که نتیجهٔ ادامهٔ رشد دنده‌ها است پشت‌لاک نام دارد. لاک‌پشت‌ها یک لاک زیرین نیز دارند که زیرلاک plastron نامیده می‌شود.
a : پس‌گردنی

b : حاشیه‌ای

c : مرکزی

d : کناری

## زیرلاک

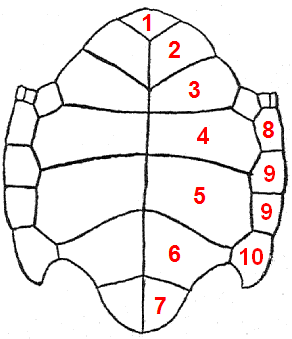
سپرچه‌های زیرلاک لاک‌پشت‌های سبز:
1. میان‌گلویی(intergular)
2. گلویی (gular)
3. بازویی (humeral)
4. سینه‌ای (pectoral)
5. شکمی (abdominal)
6. رانی (femoral)
7. مخرجی (anal)
8. زیربغلی (axillar)
9. زیرحاشیه‌ای ((inframarginal)
10. کشاله‌ای (inguinal)

لاک زیر شکم لاک‌پشت‌ها زیرلاک (Plastron) نام دارد.
زیرلاک از بخش‌های گوناگونی تشکیل شده که هر بخش نام خود را دارد. زیرلاک از صفحات سختی از جنس کراتین درست شده‌است که به آن‌ها سپرچه Scute می‌گویند. لاک پشتی (پشت‌لاک carapace) لاک‌پشت‌ها به‌وسیله دنده‌ها استوار نگه داشته می‌شود اما زیرلاک چنین نیست. 
در لاک‌پشت‌های نر، زیرلاک تورفتگی کم‌عمقی دارد که به آن‌ها کمک می‌کند به هنگام جفت‌گیری راحت‌تر بر پشت ماده‌ها سوار شوند. لاک‌پشت‌های جعبه‌ای در زیرلاک خود یک لولا دارند و قادرند با باز و بسته کردن زیرلاک تمامی بدن خود را در پوشش لاک‌ها قرار دهند.

## صفحات استخوانی
زیرلاک از چهار صفحه استخوانی به نام‌های زیر تشکیل شده است:
- زیرلاکچه بالایی (Epiplastron): جلویی‌ترین جفت از صفحات استخوانی در پوسته استخوانی زیرلاک.
- زیرلاکچه درونی (Entoplastron): دو صفحه استخوانی وسطی در پوسته استخوانی زیرلاک.
- زیرلاکچه نعلی (Hyoplastron): دو صفحه استخوانی بخش پایین پوسته استخوانی.
- زیرلاکچه نعلی پایینی (Hypoplastron): دو صفحه پایین‌تر از زیرلاکچه‌های نعلی.
- زیرلاکچه شمشیری (Xiphiplastron): نزدیک‌ترین استخوان‌ها به پوسته استخوانی پایینی.